# Andrena dorsata
Andrena dorsata ist eine Sandbiene aus der Familie Andrenidae. Sie ist eine solitäre, nestbauende Biene, die jährlich zwei Generationen hat und im April und Mai sowie im Juli und August fliegt.

## Merkmale
Die Bienen haben eine schwarze Körperfarbe und sind ca. 9 bis 10 mm lang.
Die Weibchen sind am Thorax rotbraun behaart und haben auf den Tergiten 2 bis 4 jeweils eine schmale, helle Binde, die auf dem zweiten Tergit in der Mitte unterbrochen ist. Die Schienenbürste besitzt kurze Haare, die oben bräunlichgelb und unten weißlich sind. Die Tibien der Hinterbeine sind orangerot.
Die Männchen sind dagegen an Kopf und Thorax gelblich-weiß behaart und haben Tergite mit undeutlichen, unterbrochenen Endbinden.

## Verbreitung und Lebensraum
Die Art ist in weiten Teilen Europas, besonders im Mittelmeergebiet, verbreitet, jedoch nicht in Skandinavien verbreitet. Teilweise ist sie auch in Nordafrika und im Nahen Osten bis Israel, nach Osten bis Zentralasien, anzutreffen.

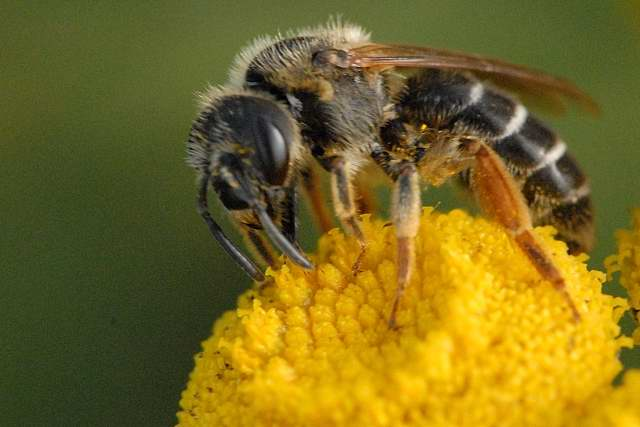
Andrena dorsata

A. dorsata kommt an Sand- und Kiesgruben, Hochwasserdämmen, Magerrasen, Weinbergbrachen und an Waldrändern vor. Die Weibchen nisten einzeln in kahlen oder wenig bewachsenen Flächen, sowohl in sandigem als auch in lehmigem Boden.

## Lebensweise
Die Weibchen sammeln Pollen von Blüten aus verschiedenen Familien, sind also polylektisch. A. dorsata ist bivoltin: Sie fliegt im April und Mai, sowie im Juli und August.

## Systematik und Artabgrenzung
Es gibt mehrere ähnliche Sandbienen, zum Beispiel A. propinqua, A. congruens, A. confinis oder A. susterai. Teilweise werden A. dorsata und A. propinqua als konspezifisch betrachtet (es handelt sich also möglicherweise um Synonyme). Zur genauen Bestimmung ist Spezialliteratur nötig.

## Parasiten
Als Kuckucksbiene ist Nomada zonata bekannt.